# Fokker S.14 Machtrainer
El Fokker S.14 Machtrainer fue un entrenador biplaza a reacción neerlandés, diseñado y fabricado por Fokker para la Fuerza Aérea Real de los Países Bajos. Su desarrollo comenzó a finales de los años 1940, y fue uno de los primeros aviones de entrenamiento a reacción. Realizó su primer vuelo el 19 de mayo de 1951, entrando en servicio operativo en el año 1955.

## Historia operacional

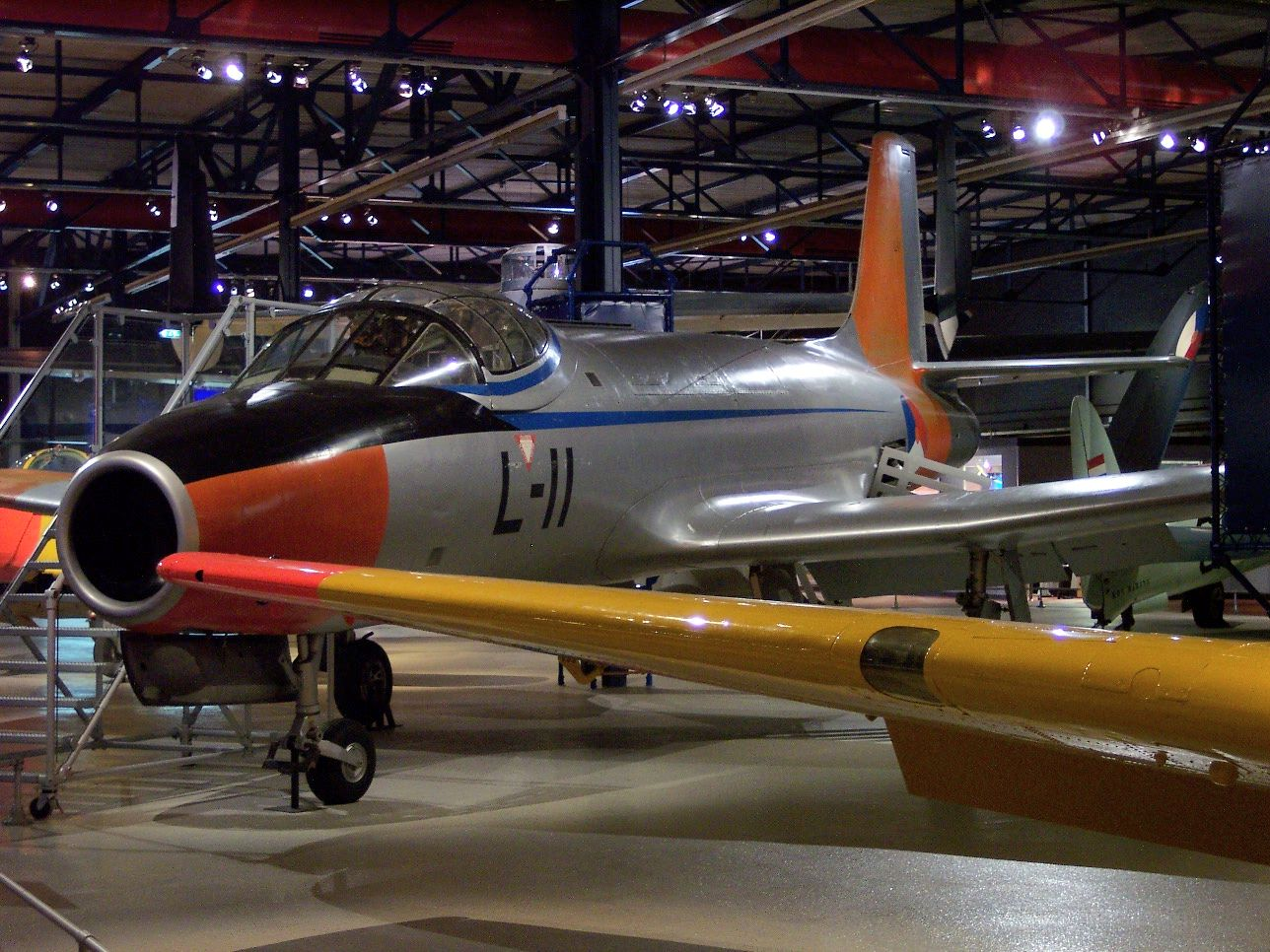
Fokker S.14 Machtrainer en un museo

El S.14 Machtrainer entró en servicio en octubre de 1955, y las entregas siguieron hasta noviembre de 1956. Solo 19 de las 20 aeronaves encargadas por la Fuerza Aérea Real de los Países Bajos llegaron a entrar en servicio activo, ya que una de ellas se destruyó en un accidente en los Estados Unidos cuando era empleada por Fokker como demostrador antes de su entrega. El S.14 estuvo en servicio durante una década, retirándose en el año 1967.
De las aeronaves fabricadas, dos se perdieron en accidentes, y la mayoría de los ejemplares dados de baja, fueron desguazados en los años posteriores a su retiro. De estas aeronaves se preservan dos ejemplares, entre ellos el prototipo original (K-1, PH-XIV), la cual está ubicada en el museo Aviodrome en el Aeropuerto de Lelystad. La aeronave, con número de producción L-11 se conserva en el museo de la Fuerza Aérea Real de los Países Bajos en Soesterberg.

## Usuarios
Países BajosFuerza Aérea Real de los Países Bajos

### Desarrollos relacionados
- Fokker

### Aeronaves similares
- BAC Jet Provost
- Fiat G.80
- Fouga Magister
- Hispano Aviación HA-200
- Lockheed T-33